# بنجامين تاليافيرو
بنجامين تاليافيرو (بالإنجليزية: Benjamin Taliaferro)‏ هو قاضي ومحامي وسياسي أمريكي، ولد في 1750 في مقاطعة أمهيرست في الولايات المتحدة، وتوفي في 3 سبتمبر 1821 في مقاطعة ويلكس في الولايات المتحدة. انتخب عضو مجلس النواب الأمريكي.